# پاسنگ بالا
پاسنگ بالا، روستایی است از توابع بخش گالیکش شهرستان گالیکش در استان گلستان ایران.
این روستا از سه طرف توسط جنگلهای مرتفع احاطه شده و در سمت دیگر ، گستره وسیع زمینهای کشاورزی قابل رویت است که یکی از بهترین مناظر و موقعیت های ممکن را برای این روستا و مردمانش به وجود آورده .

## جمعیت
این روستا در دهستان قراولان قرار داشته و بر اساس سرشماری سال ۱۳۸۵ جمعیت آن ۲٬۰۳۸ نفر (۵۲۹ خانوار)
بوده‌است.
جمعیت روستا متشکل از فارس و سیستانی و بلوچ می‌باشد
با وجود قومیت های مختلف ، در بین مردم ارتباطات خوب و تعاملات دوستانه برقرار است.
بیشتر مردم روستا به کارهای کشاورزی و دامداری مشغول هستند

## آثار گردشگری
از جاذبه‌های گردشگری روستا می‌توان به جنگل هفت چشمه، چشمه علیخان، غار خان محمد، مرداب نیلکوه، جنگل پشت تاشته، چشمه‌های زیادی مثل (چشمه بابا ایلی _ چشمه آراما سعید)
چشمه برف چال: که آبی بسیار سرد دارد که آب سرد آن مشابه ندارد ودر تمام فصول سال آب دارد.
آبشارهایی مانند آبشار بند دوم، آبشار شرشری، و نقاط جنگلی دیگری می‌توان اشاره کرد.

## آثار تاریخی زیارتگاه‌ها
زیارتگاه باباتکیه که بنابر اعتقادات اهالی روستا و زائران و به استناد شجره نامه موجود، این زیارتگاه مربوط به آصف برخیا است. آصف پسر برخیا، نام وزیر یا دبیر سلیمان نبی یا دانشمندی از بنی اسرائیل است. می‌گویند، این همان کسی است که علمی از کتاب داشت، و در قرآن کریم ذکر آن رفته‌است. او تخت بلقیس را از دو ماه راه به کمتر از لمح بصر و چشم زخمی در پیشگاه سلیمان حاضر ساخت.
و قبر (بابا نیلکوه) که در بالای قله نیلکوه یا (کوه رستم) است و قدمتی تاریخی دارد.